# Kroksjön (Ovansjö socken, Gästrikland)
Kroksjön är en sjö i Sandvikens kommun i Gästrikland och ingår i Gavleåns huvudavrinningsområde. Sjön är 3 meter djup, har en yta på 0,016 kvadratkilometer och är belägen 199 meter över havet.